# Atlanta (Schiff, 1944)
Die USS Atlanta (CL-104) (später IX-304) war ein Leichter Kreuzer der Cleveland-Klasse der United States Navy. Der Kreuzer, der zu Ehren des gesunkenen Leichten Kreuzers Atlanta ebenfalls nach der Stadt Atlanta in Georgia benannt wurde, stand von 1944 bis 1949 im Dienst der US-Marine, wurde dann 1964 zum Testschiff umgebaut und für Explosionsversuche verwendet. 1970 wurde die Atlanta dann endgültig außer Dienst gestellt und versenkt.

## Geschichte

### Bau und Indienststellung

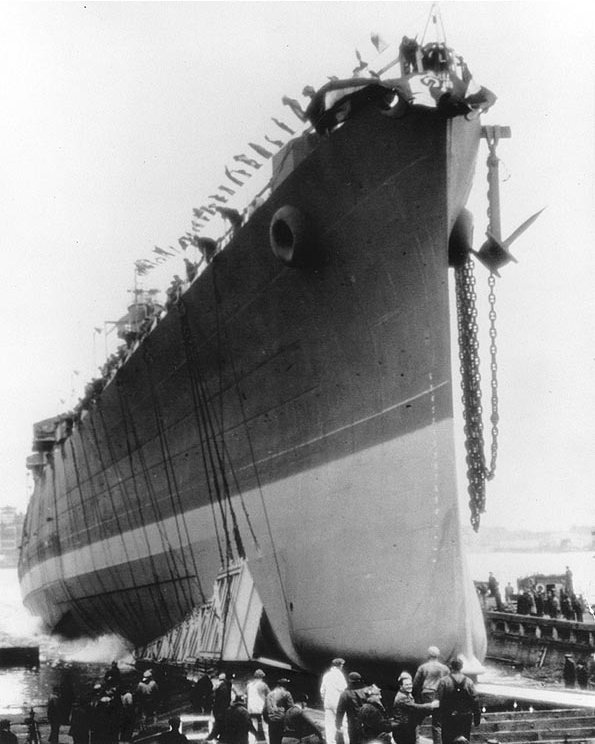
Stapellauf der Atlanta, 6. Februar 1944

Die Atlanta, die im Haushaltsjahr 1942 genehmigt wurde, wurde vollständig durch den Verkauf von Kriegsanleihen an die Bürger von Atlanta und Umgebung finanziert. Im März 1943 übergab Bürgermeister John L. Connor einen Scheck über 63 Millionen US-Dollar an Secretary of the Navy Frank Knox. Zuvor erfolgte am 25. Januar die Kiellegung des Kreuzers bei New York Shipbuilding in Camden, New Jersey. Nach der Schiffstaufe durch Margaret Mitchell, der Autorin von Vom Winde verweht, die auch schon die erste Atlanta getauft hatte, am 6. Februar 1944 lief der Kreuzer vom Stapel. Nach weiteren Ausrüstungsarbeiten wurde die Atlanta am 3. Dezember unter dem Kommando von Captain B. H. Colyear in Philadelphia in Dienst gestellt. Am 5. Januar 1945 verließ der Kreuzer dann Philadelphia, um in der Chesapeake Bay und der Karibik erste Erprobungsfahrten durchzuführen. Am 14. Februar kehrte er nach Norfolk zurück, von dort verlegte das Schiff in den Philadelphia Navy Yard, wo kleinere Nachbesserungen durchgeführt wurden. Am 27. März setzte die Atlanta dann Kurs auf den Pazifik, nach einem Zwischenstopp in Guantanamo und der Durchquerung des Panamakanals traf sie am 18. April in Pearl Harbor ein. Bis zum 1. Mai nahm sie an Übungen in hawaiischen Gewässern teil, dann lief sie zum Ulithi-Atoll.

### Kriegseinsatz
Am 12. Mai wurde die Atlanta der Fast Carrier Task Force (TF 58) zugeteilt, mit der sie zehn Tage später zum ersten Mal auslief. Der Einsatz führte den Verband nach Okinawa, von wo aus die Trägerflugzeuge Angriffe auf die Ryūkyū-Inseln und Kyushu flogen. Am 13. Juni lief der Verband dann zu den Philippinen, wo er bis zum 1. Juli verblieb. Nun als Task Force 38 bezeichnet, griff die Fast Carrier Task Force wieder das japanische Mutterland an. Die Atlanta war in der Folgezeit an mehreren Küstenbeschießungen auf Honshū und Hokkaidō beteiligt. Zum Zeitpunkt der japanischen Kapitulation am 15. August befand sich der Kreuzer vor der Küste Honshūs, als der Befehl zur Einstellung aller Kriegshandlungen eintraf. Am 16. September lief die Atlanta dann in die Bucht von Tokyo ein, wo sie bis zum 29. September bei der Besetzung der Marinebasis in Yokosuka half. Am 30. September wurde dann Kurs auf die Vereinigten Staaten gesetzt, an Bord des Kreuzers befanden sich 500 US-Soldaten, die im Rahmen der Operation Magic Carpet zurück in die Staaten gebracht wurden. Nach einem Zwischenstopp auf Guam traf der Kreuzer am 24. Oktober in Seattle ein. Von dort aus verlegte sie in den Terminal Island Naval Shipyard, wo sie bis Januar 1946 überholt wurde.

### Nachkriegszeit

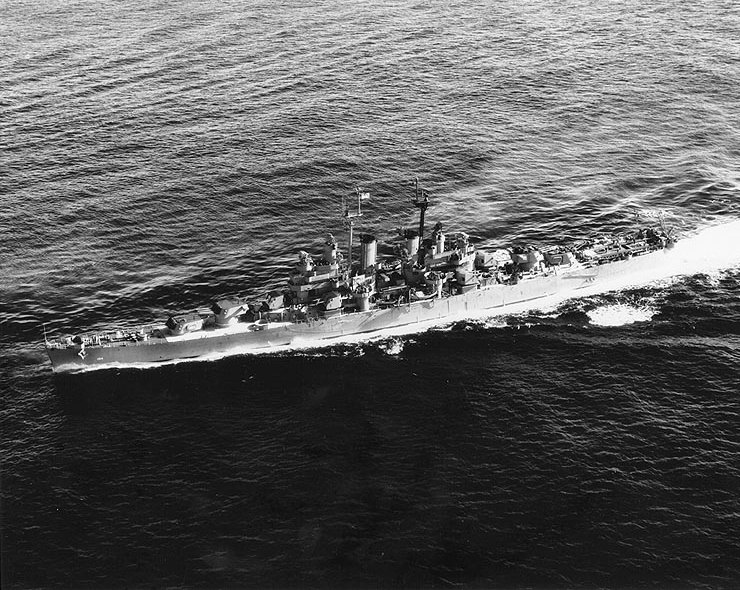
Die Atlanta unterwegs nach Sydney, Mai 1947

Am 3. Januar 1946 lief die Atlanta dann in Richtung Sasebo, Japan aus. Von Januar bis Juni 1946 operierte der Kreuzer dann in Fernost und besuchte unter anderem die Häfen von Manila, Tsingtao und Shanghai, die Inseln Okinawa und Saipan sowie die japanischen Städte Nagasaki, Kagoshima und Yokosuka. Ende Juni kehrte die Atlanta dann über Guam nach Kalifornien zurück, wo sie am 27. Juni in San Pedro eintraf. Zwei Tage später ging sie im San Francisco Naval Shipyard zur Überholung ins Dock.
Am 8. Oktober, nach Abschluss der Arbeiten, folgten Übungen vor der Küste San Diegos. Bis zum 23. Februar 1947 verblieb der Kreuzer vor der kalifornischen Küste, dann lief er zu Übungen nach Hawaii. Am 1. Mai verließ die Atlanta als Teil der Task Force 38 Pearl Harbor in Richtung Australien. Am 27. Mai traf der Kreuzer im Hafen von Sydney ein, am folgenden Tag setzte er jedoch wieder Kurs auf Kalifornien, wo er am 28. Juli, nach Zwischenstopps in Guadalcanal, Tulagi und Guam, in San Pedro eintraf. Nach einer Reihe von Manövern vor der kalifornischen Küste traf die Atlanta am 28. September in Hawaii ein, von wo aus sie über Yokosuka nach China weiterfuhr. Nach Hafenbesuchen in Tsingtao, Hongkong, Singapur und Keelung auf Formosa kehrte der Kreuzer über Kwajalein und Hawaii nach San Diego zurück, wo er am 19. Mai 1948 eintraf. Nach einem Kurzbesuch in Juneau, Alaska, vom 29. Juni bis zum 6. Juli kehrte die Atlanta am 12. Juli zu einer Überholung nach Seattle zurück. Nach Abschluss der Arbeiten am 20. November folgten Manöver in der Region von San Diego.
Im Februar 1949 wurde der Kreuzer zur Ausbildung von Marinereservisten zwischen San Diego und San Francisco eingesetzt, am 1. März lief die Atlanta dann in den Mare Island Naval Shipyard, wo mit den Vorbereitungen für die Außerdienststellung begonnen wurde. Am 1. Juli 1949 wurde die Atlanta dann aus dem aktiven Dienst bei der US-Marine entlassen und der Pacific Reserve Fleet überstellt. Am 1. Oktober 1962 wurde das Schiff aus den Schiffsregistern gestrichen und ihre Verschrottung geplant.

### Umbau zum Testschiff

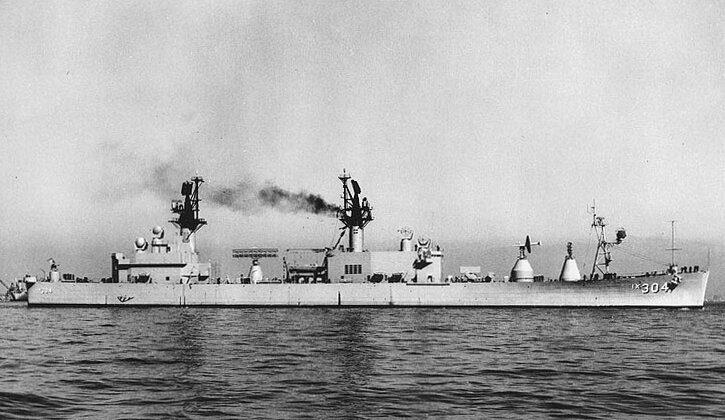
Die Atlanta nach ihrem Umbau

Die Atlanta entging jedoch vorerst ihrem Schicksal, 1964 wurde im San Francisco Naval Shipyard mit dem Umbau des Kreuzers begonnen. Das Schiff sollte in Zukunft als „shock test target ship“ dienen und wurde zu diesem Zweck mit umfangreichen Radaranlagen ausgerüstet, die auf neueren Schiffen zum Einsatz kamen und kommen sollten. Zudem erhielt der ehemalige Kreuzer zwei Deckshäuser inklusive Macks, wie sie auf den Neubauten der schweren Lenkwaffenfregatten der Leahy- und Belknap-Klasse verwendet wurden. Das unter der neuen Kennung IX-304 am 15. Mai 1964 in Dienst gestellte Schiff hatte eine Besatzung von 169 Seeleuten sowie 60 Ziviltechnikern.
Mit dem so ausgerüsteten ehemaligen Kreuzer wurden 1965 vor der Insel Kahoʻolawe im Rahmen der Operation Sailor Hat mehrere Ansprengversuche durchgeführt. Während der beiden Testexplosionen, Bravo am 6. Februar und Charlie am 16. April, wurden jeweils 500 Tonnen TNT gezündet, um die Auswirkungen auf eine Flotte verschiedenster Schiffe, die in unterschiedlichen Entfernungen zum Explosionszentrum ankerten, zu erforschen. Die Atlanta war bei allen Explosionen dem Explosionszentrum jeweils am nächsten und wurde in beiden Fällen schwer beschädigt, sank jedoch nicht.

### Außerdienststellung und Verbleib
Nach Ende der Testreihen wurde die Atlanta nach Stockton überführt, wo sie bis 1970 verblieb. Am 1. April 1970 wurde sie außer Dienst gestellt und ihr Name aus den Schiffslisten gestrichen, am 1. Oktober 1970 wurde der ehemalige Kreuzer durch eine Sprengladung vor San Clemente Island versenkt.